# 单齿米虾蛭蚓
单齿米虾蛭蚓（学名：Caridinophila unidens）为蛭蚓科米虾蛭蚓属的动物，俗名单齿米虾蚓。在中国大陆，分布于云南等地。该物种的模式产地在云南洱海。